# Stiftelsen för kulturarvet i Finland
Stiftelsen för kulturarvet i Finland (finska: Suomen kulttuuriperinnön säätiö) är en privaträttslig stiftelse i Helsingfors som grundades 1984.
Stiftelsens uppgift är att bevara och vårda kulturhistoriskt värdefull egendom som den beslutat emotta på basis av donation eller testamente; bland annat bostadsbyggnader, miljöer och trädgårdar. Bakom grundandet av stiftelsen stod bland annat svensk- och finskspråkiga kulturfonder och landskapsförbund. I anslutning till stiftelsen verkar även den samtidigt bildade intresseföreningen Främjandet av kulturarvet i Finland (Suomen kulttuuriperinnön tuki), som bland annat ordnar arbetsuppvisningar och tillfällen för medlemmarna att göra egna arbetsinsatser. Stiftelsen äger bland annat Elias Lönnrots hem på ålderdomen, Lammi gård i Sammatti. Denna var även stiftelsens första objekt när den emottogs genom donation 1987. Senare har stiftelsen förvärvat bland annat Brinkhalls gård utanför Åbo.